# Изыхский чаатас
Изыхский чаатас — памятник архитектуры, группа состоящая из 16 курганов в Хакасии. Датируется VI век до н. э. — I век н. э, относится к изыхскому этапу Таштыкской культуры.
Чаатас (хак. чаа тас камень войны) — обозначение специфических  могильников, обычно включавших в себя цепочки курганов культуры окруженных каменными стелами.
Располагается в 6 километрах от поселка Изыхские Копи на пологом северо-восточном склоне одной из вершин горы Изых. Отличительной чертой захоронения является сильная задернованность склонов холмов на которых располагаются могильники, что их достаточно сильно маскирует.
К моменту возведения курганов в таштыкской культуре уже сложился обряд погребения, характеризующийся сожжением тела умершего и последующим его помещением в погребальные урны, создаваемые либо из кожи либо из керамики или дерева. Однако при изучении склепов в Изыхском чаатасе, следов сожжения праха обнаружено не было, что говорит о том что население  Койбальской степи, заключенной между  Енисеем и его левым притоком  Абаканом, не имело обычая окончательного сожжения склепов, чем оно резко отличалось от обитателей остального левобережья  Енисея.
В Восточном направлении от чатаса расположено большое количество других курганных групп, датируемых VII—I веками до н. э. Всего здесь выявлено 25 курганных групп, насчитывающих более 230 курганов. Нередко все эти курганы именуют Изыхским чаатасом.

## История изучения
Впервые описан Л. Е. Евтюховой в 1940 году. В 1951 году камеры трех склепов Таштыкской культуры и несколько могил культуры чаатас, устроенных в полах насыпи второго склепа, раскопаны экспедицией МГУ под руководством Кызласова. Памятник с разновременными склепами, в которых похоронено 135 (в первом) и 70 (во втором) человек, является крайне важным для датировки вещей, принадлежащих к различным этапам Таштыкской культуры.